# 현헌
현헌(玄櫶, 1880년 8월 9일 ~ 1939년 1월 27일)은 교육자 출신의 일제강점기 관료이다. 유명한 친일 이론가 현영섭의 아버지다.

## 생애
1905년 관립한성일어학교를 졸업하여 일본어에 능통했다. 모교의 후신인 관립한성외국어학교 교관으로 근무하면서 교직에 들어섰다.
한일 병합 조약 체결 후에는 관립 학교인 경성고등보통학교 및 경성여자고등보통학교에서 교유(敎諭)로 근무했다. 1921년 교육감에 해당하는 교육행정 직책인 조선총독부 학무국 시학관(視學官)에 임명되었고, 학무국 편수관도 겸직했다. 편수관은 교육과정정책을 담당하는 자리이다.
1931년에는 강원도 참여관으로 발탁되었고, 같은 해 조선총독부 중추원의 참의에 임명되어 1936년 연임했다. 친일 자본가 단체로 결성되어 유력한 친일파들이 가담했던 동민회의 이사도 맡았다. 1937년 중일전쟁이 발발한 후에는 현영섭과 함께 순회 시국강연에 참가했다.
2002년 민족정기를 세우는 국회의원모임이 광복회와 공동 발표한 친일파 708인 명단과 2008년 발표된 민족문제연구소의 친일인명사전 수록예정자 명단에 아들 현영섭과 함께 선정되었다. 2007년 대한민국 친일반민족행위진상규명위원회가 발표한 친일반민족행위 195인 명단에도 들어 있다.

## 같이 보기
- 조선총독부 중추원
- 현영섭

## 참고 자료
- 친일반민족행위진상규명위원회 (2007년 12월). 〈현헌〉 (PDF). 《2007년도 조사보고서 II - 친일반민족행위결정이유서》. 서울. 1664~1671쪽쪽. 발간등록번호 11-1560010-0000002-10. [깨진 링크(과거 내용 찾기)]